# Dora Lucas Neto
Dora Sofia Lucas Neto Gomes (Torres Novas, 8 de julho de 1973) é uma juíza portuguesa. Em 2023, foi eleita como juíza do Tribunal Constitucional de Portugal; a eleição para o cargo foi feita na sequência da renúncia de Maria da Assunção Raimundo, em junho desse ano. Desde 2023, assumiu o cargo de juíza conselheira, na secção de Contencioso Administrativo do Supremo Tribunal Administrativo.